# Koncert Niepodległości

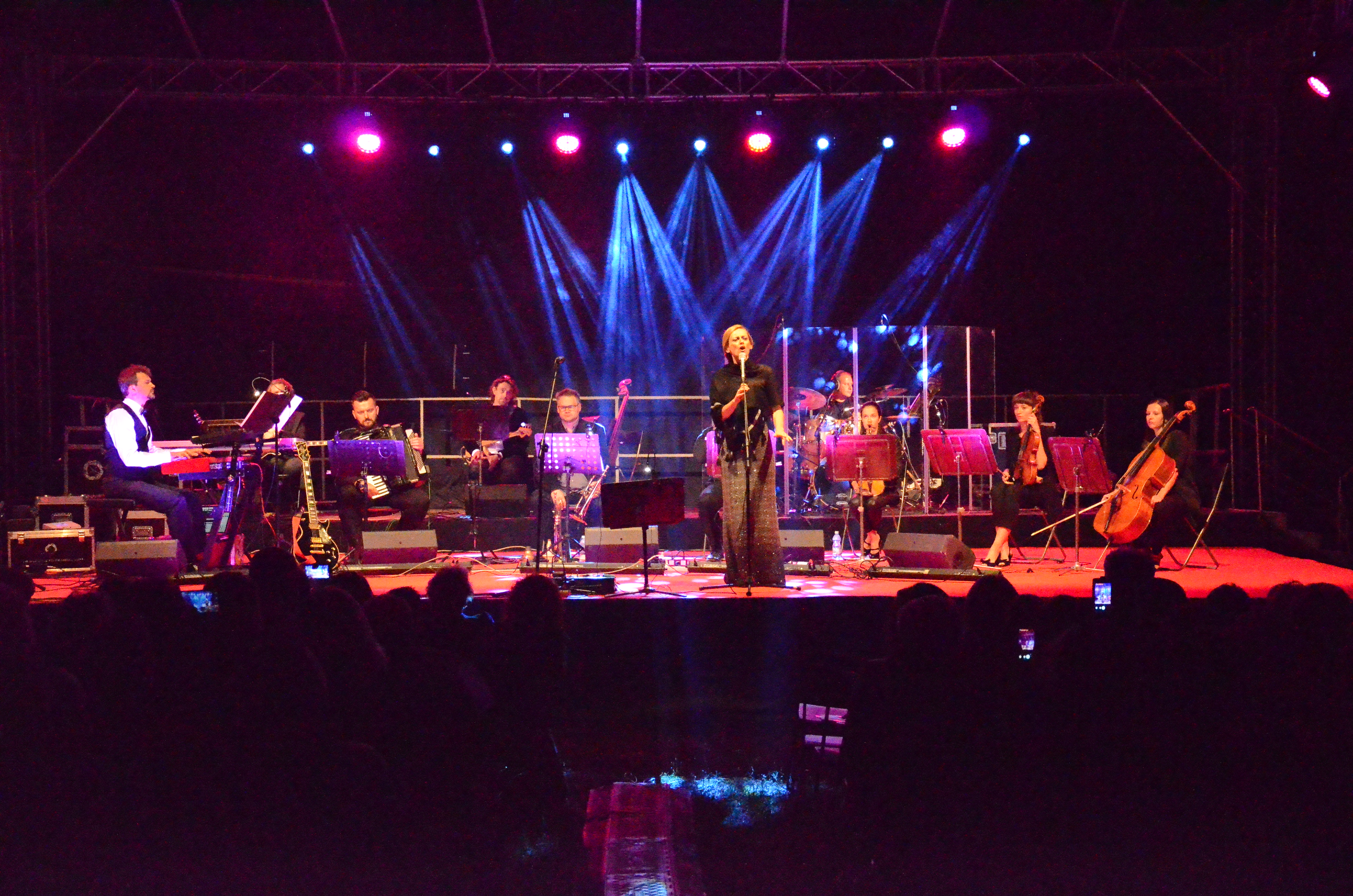
Koncert Niepodległości „Westerplatte”. Gdańsk, 1 września 2016

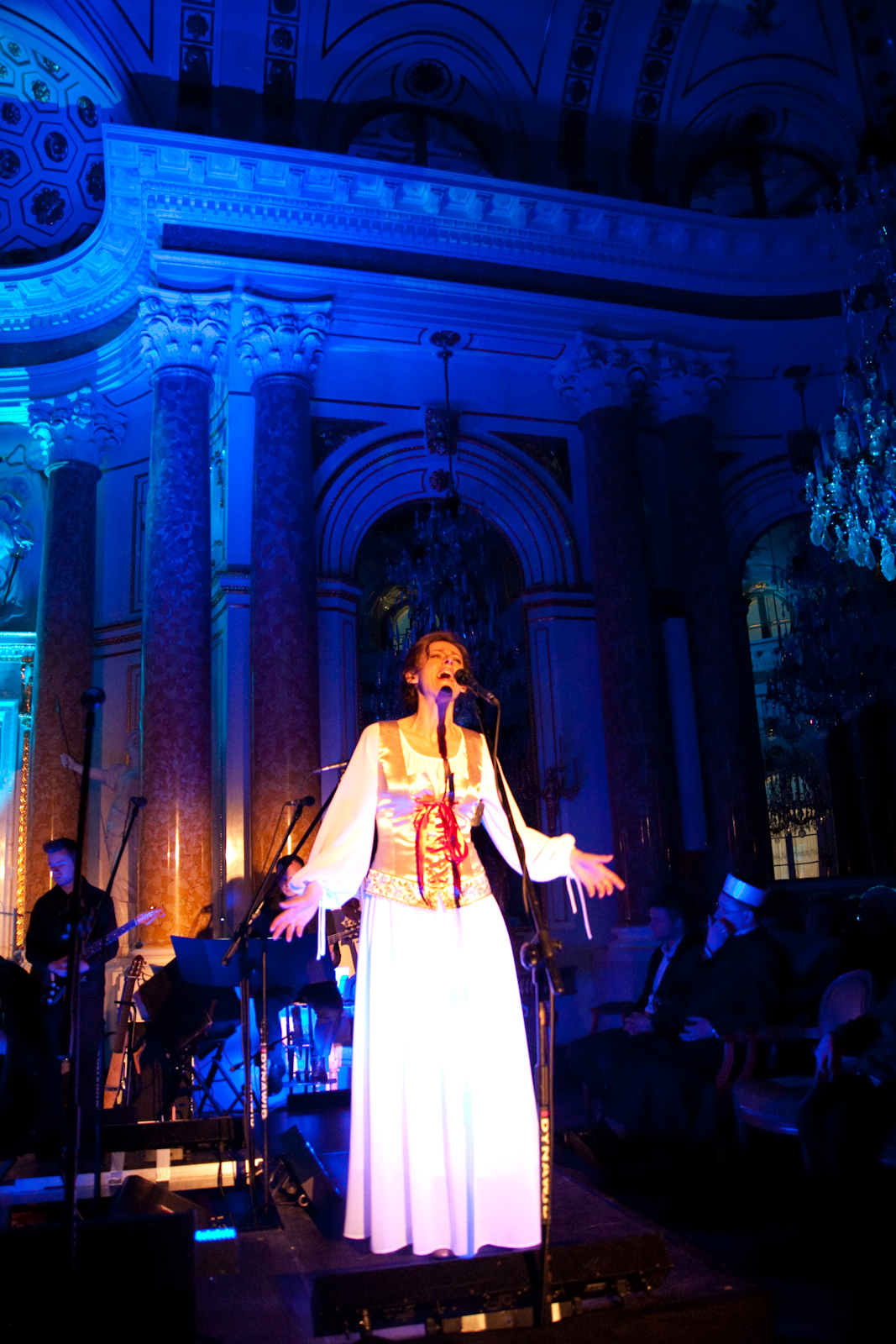
Ola Turkiewicz. Koncert Niepodległości Trzeciego Maja. Zamek Królewski w Warszawie, 2013

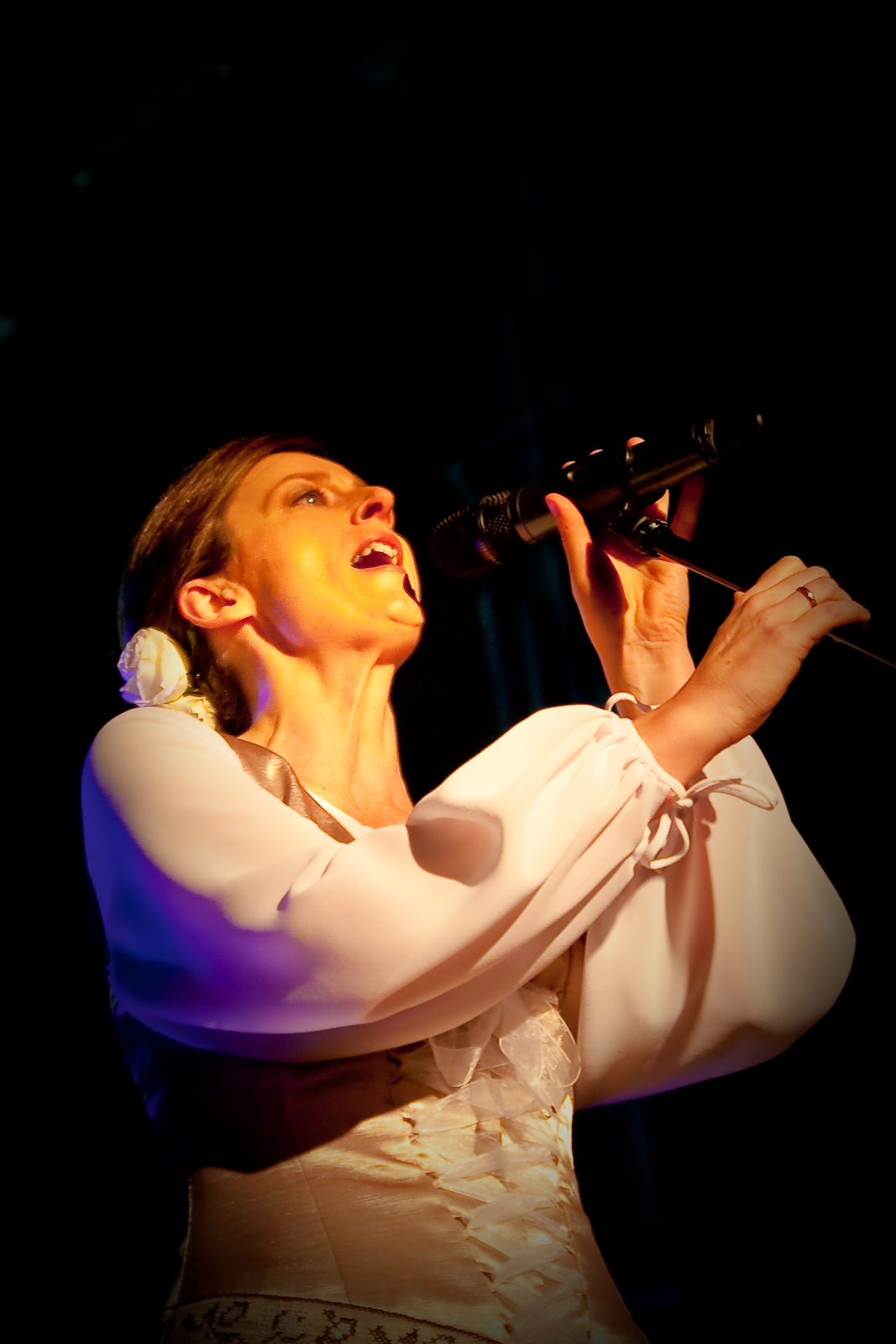
Ola Turkiewicz na IV Koncercie Niepodległości „Za Naszą i Waszą Wolność” w 2012

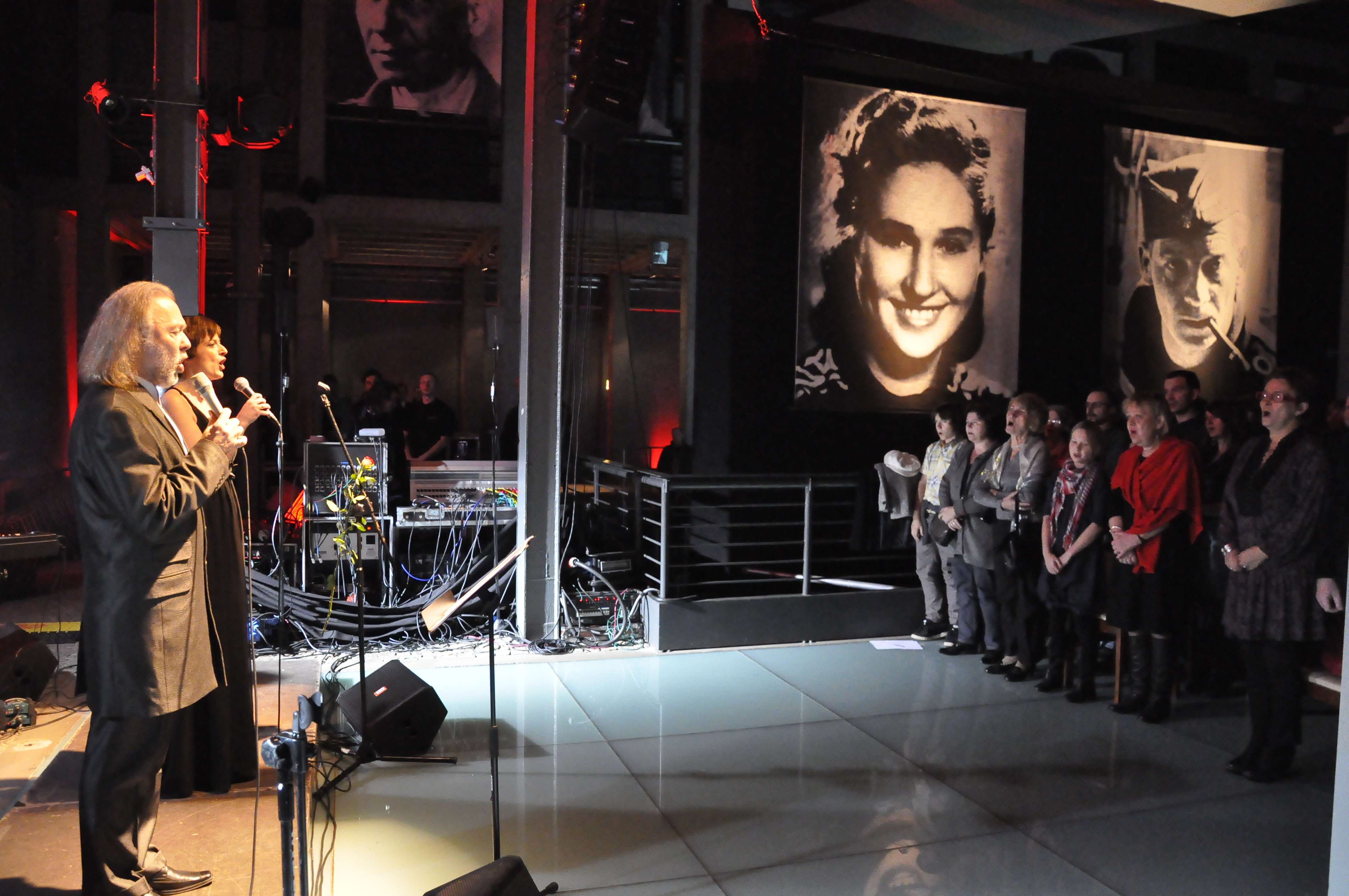
Artyści i publiczność w trakcie wykonania Mazurka Dąbrowskiego. II Koncert Niepodległości „Gaude Mater Polonia” w roku 2010

Koncert Niepodległości (Polish Independence Concert) – cykliczny spektakl słowno-muzyczny organizowany od 2009 roku z okazji różnych wydarzeń patriotycznych.
Łącznie zrealizowano 56 edycji różniących się tematem, repertuarem i scenariuszem. Koncert Niepodległości jest autorskim projektem Oli Turkiewicz, kompozytorki i wokalistki jazzowej i dyrektora muzycznego Koncertu Niepodległości oraz Jacka „Wiejskiego” Górskiego, producenta, scenarzysty i reżysera wydarzenia. Organizatorem Koncertu Niepodległości jest Fundacja Dziedzictwa Rzeczypospolitej realizująca projekt we współpracy m.in. ze Stowarzyszeniem Federacji Młodzieży Walczącej, Muzeum Powstania Warszawskiego, Zamkiem Królewskim w Warszawie, Muzeum II Wojny Światowej w Gdańsku oraz Muzeum Westerplatte i Wojny 1939. Nazwę Koncert Niepodległości nosi realizująca projekt formacja muzyków sesyjnych, przez którą przewinęło się ponad 230 artystów z Polski, Armenii, Australii, Kanady, Meksyku, Ukrainy i Wielkiej Brytanii.
W 2017 roku w ramach ewaluacji projektu powstał portal „Śpiewnik Niepodległości”, będący internetową bazą pieśni patriotycznych. Celem „Śpiewnika Niepodległości” jest upowszechnianie zasobów pieśni patriotycznych wraz z opisami literacko-historycznymi, tekstami, nutami oraz multimedialnymi narzędziami do samodzielnej nauki jak podkłady, aranżacje i nagrania.

## Historia koncertów
Premiera Koncertu Niepodległości miała miejsce w Muzeum Powstania Warszawskiego w dniu 11 listopada 2009 roku. Jest to wydarzenie cykliczne wpisujące się zarówno w formułę kultury wysokiej, jak i rozbudowany projekt muzyczny o charakterze m.in. rockowym, jazzowym, elektronicznym, etnicznym. Od 2015 roku Koncert Niepodległości objęty jest Honorowym Patronatem Prezydenta Rzeczypospolitej Polskiej Andrzeja Dudy zaś w 2018 roku Patronatem Narodowym w Stulecie Odzyskania Niepodległości. W latach 2011–2014 Koncert Niepodległości odbywał się pod Honorowym Patronatem Prezydenta Rzeczypospolitej Polskiej Bronisława Komorowskiego, który rokrocznie kierował listy otwarte do uczestników wydarzenia. Koncert zaistniał na stałe w kalendarium wydarzeń kulturalnych odbywających się w Warszawie w dniu Święta Niepodległości.
W 2013 roku zainaugurowano kolejną edycję projektu, która pod nazwą Koncert Niepodległości Trzeciego Maja odbywa się w dniu 3 maja w Zamku Królewskim w Warszawie. Od 2016 roku realizowana jest pomorska edycja Koncertu Niepodległości „Westerplatte” na Westerplatte, odbywająca się w dniu 1 września. W 2016 roku w Kanadzie, pod nazwą Polish Independence Concert in Canada odbyła się międzynarodowa premiera Koncertu Niepodległości. Polish Independence Concert in Canada zrealizowany został przez międzynarodowy, polsko-kanadyjski zespół muzyków sesyjnych, Celem edycji międzynarodowych jest ukazanie udziału Polaków w walce o wolność innych narodów. Program każdej z międzynarodowych edycji uzupełniony został o tematykę relacji pomiędzy Polakami i odpowiednio: Kanadyjczykami (Toronto, 2016); Litwinami (Wilno, 2018); Łotyszami (Dyneburg, 2018) i Australijczykami (Brisbane, 2018).

## Ekipa Koncertu Niepodległości
Koncert Niepodległości to także założona przez Olę Turkiewicz formacja muzyków sesyjnych i artystów, przez którą przewinęło się ponad 230 artystów z Polski, Armenii, Ukrainy, Kanady, Australii, Meksyku i Wielkiej Brytanii. W edycjach Koncertu Niepodległości uczestniczyli aktorzy, jazzmani, a także wykonawcy muzyki symfonicznej, popularnej, etnicznej, zarówno z Polski jak i z zagranicy, w tym m.in. aktorzy: Maciej Kozłowski; Andrzej Piszczatowski; Elżbieta Czerwińska-Sofulak; Wojciech Malajkat; Jacek Mikołajczak; Antoni Pawlicki; Kamil Pruban, Kristof Kaczmarek (Australia), Małgorzata P. Bonikowska (Kanada); Dariusz Kordek; Aleksandra Justa; Redbad Klynstra-Komarnicki; Robert Czebotar; Krzysztof Franieczek; Arkadiusz Brykalski, soliści: Ola Turkiewicz, Tomasz Bacajewski, Michał Gasz, Marek Bałata, Grzegorz Wilk, Katarzyna Jankowska, Jan Bogdaniuk, Stanisław Belica; instrumentaliści: Grzech Piotrowski, Paweł Kaczmarczyk, Marcin Murawski, Grzegorz Grzyb, Marcin Riege, Dawid Lubowicz, Krzysztof Kowalewski, Małgorzata Komorowska, Tigran Aleksanian (Armenia/Wielka Brytania), Vasyl Popadiuk (Ukraina/Kanada), Rebecca Hennessy (Kanada), Sly Juhas (Kanada), Aline Homzy (Kanada), Brielle Goheen (Kanada), Laurence Schaufele (Kanada), Beth Silver (Kanada), Shannon Marshall (Australia), Dan Curro (Australia), Sarah Curro (Australia), Michael Patterson (Australia), live music performerka Anna Suda „An ON Bast” oraz formacje muzyczne Alchemik Orchestra, zespół wokalny Dziczka, Zespół Muzyki Dawnej Jerycho oraz chór III Wielopoziomowej Artystycznej Drużyny Harcerskiej. Gośćmi specjalnymi IV Koncertu Niepodległości oraz Koncertu Niepodległości Trzeciego Maja byli Naczelny Rabin Polski Michael Schudrich oraz Imam Polskich Tatarów Janusz Aleksandrowicz, którzy wzięli udział w wykonaniu utworu „Res Publica Serenissima” odwołującego się do różnorodności wyznaniowej Rzeczypospolitej Obojga Narodów.

## Forma i treść koncertów
Łącznie zrealizowano 56 edycji Koncertu Niepodległości, w większości premierowych. Zaaranżowany od 2008 roku materiał to ponad 200 polskich pieśni patriotycznych, hymnów i piosenek żołnierskich oraz kompozycji współczesnych. W repertuarze prezentowane są także utwory poetyckie m.in. łacińskie fragmenty kroniki Dzieje Sasów Widukinda z Korbei oraz Kroniki Polskiej Anonima, tak zwanego Galla, wiersze Adama Mickiewicza, Wincentego Pola, Kazimierza Przerwy-Tetmayera, Natana Tenenbauma, Leszka Szarugi i innych. W repertuarze znajdują się także utwory współczesne, komponowane specjalnie na kolejne edycje Koncertu Niepodległości. Koncert Niepodległości ma charakter spektaklu słowno-muzycznego, w którym utwory muzyczne, poprzedzane są prozatorsko-poetycką narracją, opisująca genezę powstania i tło historyczne prezentowanych utworów. W powstających od pierwszej edycji w 2009 roku kompozycjach i aranżacjach twórcy wykorzystują m.in. utwory patriotyczne, tradycyjne, etniczne, obrzędowe itp. W połączeniu m.in. z klimatami jazzowymi, klasycznymi, elektronicznymi, a także rockiem alternatywnym, muzyką etniczną, techno-house, poezją śpiewaną i pieśniami tradycyjnymi, stają się one cytatami muzycznymi w większych kompozycjach i aranżacjach, kreując w ten sposób nowy, autorski gatunek muzyczny, który definiowany jest przez twórców jako muzyka hybrydowa. Od 2020 wydarzenia realizowane są jako multimedialne wydarzenia internetowe. Wstęp na wszystkie koncerty jest bezpłatny.

## Koncert Niepodległości w Muzeum Powstania Warszawskiego
Stan na 18 stycznia 2023.
- I Koncert Niepodległości „Premierowy” – 11 listopada 2009, Muzeum Powstania Warszawskiego. Temat: ukazanie historii Polski poprzez repertuar najbardziej znanych polskich pieśni patriotycznych.
- II Koncert Niepodległości „Gaude, Mater Polonia” – 11 listopada 2010, Muzeum Powstania Warszawskiego. Temat i inspiracja: największe polskie utwory hymniczne.
- III Koncert Niepodległości „Listy do wnuczki” – 11 listopada 2011, Muzeum Powstania Warszawskiego. Spektakl łączył koncert znanych polskich pieśni patriotycznych z monodramem Anny Mentlewicz „Listy wnuczki”.
- IV Koncert Niepodległości „Za Naszą i Waszą Wolność” – 11 listopada 2012, Muzeum Powstania Warszawskiego. Temat i inspiracja koncertu: mniejszości religijne i narodowe oraz cudzoziemcy walczący o Niepodległość Rzeczypospolitej.
- V Koncert Niepodległości „Jubileuszowy” – 11 listopada 2013, Muzeum Powstania Warszawskiego. Temat i inspiracja koncertu: Zapomniani bohaterowie i kawalerowie orderu Virtuti Militari.
- VI Koncert Niepodległości „Poland” – 11 listopada 2014, Muzeum Powstania Warszawskiego. Temat i inspiracja koncertu: Polacy walczący pod obcymi sztandarami o wolność innych narodów.
- VII Koncert Niepodległości „Rok 1980” – 11 listopada 2015, Muzeum Powstania Warszawskiego. Temat i inspiracja koncertu: Wydarzenia lat 80. XX wieku.
- VIII Koncert Niepodległości „Młode Wilki” – 11 listopada 2016, Muzeum Powstania Warszawskiego[21]. Temat i inspiracja koncertu: czyn niepodległościowy młodzieży.
- IX Koncert Niepodległości „Niepokorne” – 11 listopada 2017, Muzeum Powstania Warszawskiego[22]. Temat i inspiracja koncertu: czyn niepodległościowy kobiet polskich.
- X Koncert Niepodległości „Punkty zwrotne” – 11 listopada 2018, Muzeum Powstania Warszawskiego. Temat i inspiracja koncertu: kluczowe wydarzenia w 1050 letniej historii Polski
- XI Koncert Niepodległości „Leśni” – 11 listopada 2019, Muzeum Powstania Warszawskiego. Temat i inspiracja koncertu: walki podjazdowe, szarpane i partyzanckie w wielowiekowej historii Polski[23].
- XII Koncert Niepodległości „Dominium Maris” – 11 listopada 2020, Muzeum Powstania Warszawskiego. Temat i inspiracja koncertu: morski i rzeczny aspekt wielowiekowej historii Polski[24].
- XIII (41) Koncert Niepodległości „Bóg Honor Ojczyzna” – 11 listopada 2021, Muzeum Powstania Warszawskiego. Temat i inspiracja koncertu: zasługi polskiego duchowieństwa dla niepodległości Polski[25].
- XIV (45) Koncert Niepodległości "Contra Targovicam" – 11 listopada 2022. Muzeum Powstania Warszawskiego. Temat i inspiracja koncertu: ukazanie historycznych procesów budowy zgody narodowej w obliczu zagrożenia zewnętrznego i wewnętrznego, ukazanego na przestrzeni wieków oraz najtrudniejszych chwil w historii Polski[26].
- XV (50) Koncert Niepodległości "Triumph. Rzecz o wojnach z Moskwą" – 11 listopada 2023. Muzeum Powstania Warszawskiego. Temat i inspiracja koncertu: dzieje wojen z Moskwą ukazane na przestrzeni sześciu wieków historii Polski[27]
- XVI (56) Koncert Niepodległości "ŻYWIĄ Y BRONIĄ"  Temat i inspiracja: 230 rocznica insurekcji Kościuszkowskiej oraz zasługi dla niepodległości polskich chłopów, kmieci, włościan i rolników

## Edycje specjalne Koncertu Niepodległości
Koncerty odbywały się m.in.: na Zamku Królewskim w Warszawie (z okazji Święta Konstytucji 3 maja), na Westerplatte (1 września), na Placu Marszałka Józefa Piłsudskiego (17 września), a także w Gdańsku, Gdyni, Łodzi, Tarnowie, Katowicach, Zamościu, Gołdapi oraz w historycznej wsi polskich Tatarów Kruszyniany.

### Koncert Niepodległości Trzeciego Maja (od 2013)
Stan na 18 stycznia 2023.
- I Koncert Niepodległości Trzeciego Maja – 3 maja 2013, Zamek Królewski w Warszawie.
- II Koncert Niepodległości Trzeciego Maja – 3 maja 2016, Zamek Królewski w Warszawie.
- III Koncert Niepodległości Trzeciego Maja – 3 maja 2017, Zamek Królewski w Warszawie. Temat i inspiracja koncertu: Międzynarodowe znaczenie Konstytucji 3 Maja. Służba Polaków pod obcymi sztandarami.

### Koncert Niepodległości „Westerplatte” (od 2016)
Stan na 18 stycznia 2023.
- I Koncert Niepodległości „Westerplatte” – 1 września 2016, Westerplatte, Gdańsk. Temat i inspiracja koncertu: Polski czyn zbrojny w II wojnie światowej[30].
- II Koncert Niepodległości „Westerplatte” – 1 września 2017, Westerplatte, Gdańsk. Transmisja na żywo na antenie Radia Gdańsk[31].
- III Koncert Niepodległości „Westerplatte”, 31 sierpnia 2018, Westerplatte, Gdańsk[32]. Temat i inspiracja koncertu: czyn niepodległościowy kobiet.
- IV Koncert Niepodległości „Westerplatte”, 1 września 2019, Westerplatte, Gdańsk[23]. Koncert w 80 rocznicę agresji Niemiec na Polskę.
- V Koncert Niepodległości „Westerplatte”, 1 września 2020, Westerplatte, Gdańsk[23]. Premierowa edycja "Dominium Maris" w 100 rocznicę zaprzysiężenia Polski z morzem[33].
- VI Koncert Niepodległości „Westerplatte”, 1 września 2021, Sala BHP Stoczni Gdańskiej, Gdańsk[34]. Temat i inspiracja koncertu: 40 rocznica okresu Karnawału Solidarności i wprowadzenia Stanu Wojennego
- VII Koncert Niepodległości w Gdańsku, 1 września 2022, Sala BHP Stoczni Gdańskiej, Gdańsk. Temat i inspiracja koncertu: walki podjazdowe, szarpane i partyzanckie w wielowiekowej historii Polski[35]
- VIII Koncert Niepodległości w Gdańsku, 1 września 2023, Sala BHP Stoczni Gdańskiej, Gdańsk. Temat i inspiracja koncertu: edycja "Niepokorne" dedykowana zasług polskich kobiet dla Niepodległości

### Inne (od 2016)
Stan na 18 stycznia 2023.
- Koncert Niepodległości, edycja w 105 rocznicę Powstania Sejneńskiego – 23 sierpnia 2024, Podominikański zespół klasztorny, Sejny Temat i inspiracja koncertu: powstania narodowe, walki podjazdowe, szarpane i partyzanckie w wielowiekowej historii Polski[36]
- Koncert Niepodległości w Radiu Łódź – 25 października 2016, Łódź. Retransmisja na antenie Radia Łódź w dn. 11 listopada 2016[37]. Podsumowywał dziewięć lat projektu i towarzyszył wydanej płycie z utworami z 11 wcześniejszych edycji Koncertu Niepodległości
- Koncert Niepodległości w Katowicach, edycja "Silesia", 18 listopada 2022, Katowice[38]. Z okazji 100 rocznicy utworzenia Województwa Śląskiego w ramach II Rzeczypospolitej, oraz 41 rocznicy masakry górników przez komunistów w KWK „Manifest Lipcowy” i KWK „Wujek” podczas stanu wojennego.
- Koncert Niepodległości w Zamościu, 27 listopada 2022, Zamość. Z okazji 80. rocznicy wysiedleń mieszkańców Zamojszczyzny przez Niemców w 1942 roku[39].

### Koncert Niepodległości w Kruszynianach (od 2018)
Stan na 18 stycznia 2023.
- Koncert Niepodległości w Kruszynianach, edycja „Za Naszą i Waszą Wolność”, 15 sierpnia 2018, Kruszyniany. Koncert dedykowany cudzoziemcom oraz mniejszościom narodowym i wyznaniowym, walczącym o niepodległość Rzeczypospolitej.
- Koncert Niepodległości w Kruszynianach, edycja „Pod obcym sztandarem”[41], 15 sierpnia 2019, Kruszyniany. Koncert dedykowany polskiemu czynowi zbrojnemu i losu „żołnierza tułacza”, z narracją historyczną ukazującą temat koncertu na przestrzeni wieków, z uwzględnieniem służby Tatarów.
- Koncert Niepodległości „1981″, 15 sierpnia 2021. Z okazji 40. rocznicy okresu tzw. Karnawału Solidarności (1980–1981) oraz wprowadzenia Stanu Wojennego w Polsce 13 grudnia 1981[42].
- IV Koncert Niepodległości w Kruszynianach, 15 sierpnia 2022, Kruszyniany. Nawiązuje do 102 rocznicy Bitwy Warszawskiej, przypomina także braterstwo narodów w walce z bolszewikami[43].
- V Koncert Niepodległości w Kruszynianach, 15 sierpnia 2023, Kruszyniany. Temat i inspiracja koncertu: czyn niepodległościowy kobiet polskich.
- VI Koncert Niepodległości w Kruszynianach, 15 sierpnia 2024, Kruszyniany. Temat i inspiracja koncertu: walki podjazdowe, szarpane i partyzanckie w wielowiekowej historii Polski.

### Koncert Niepodległości „Poland” (od 2018)
Stan na 18 stycznia 2023.
- Koncert Niepodległości „Poland”, 9 września 2018, Amfiteatr w Parku Górczewska. Warszawa Bemowo. Koncert dedykowany pamięci gen. Józefa Bema.
- Koncert Niepodległości „Poland”, 5 października 2018, Tarnów. Koncert dedykowany wielkim postaciom związanym z Tarnowem: Józefowi Bemowi, Ignacemu Paderewskiemu, Ignacemu Mościckiemu i Eugeniuszowi Kwiatkowskiemu.
- Koncert Niepodległości „Poland” na niszczycielu ORP Błyskawica, 20 lipca 2020, premiera internetowa 12 sierpnia 2020 Gdynia. Koncert dedykowany Polakom walczącym "Za Waszą i Naszą Wolność"[44].

### Koncert Niepodległości na pl. Marszałka Józefa Piłsudskiego (od 2018)
Stan na 18 stycznia 2023.
- Koncert Niepodległości „Młode Wilki” – 17 września 2018. Warszawa, Plac Marszałka Józefa Piłsudskiego. Koncert w 79. rocznicę sowieckiej agresji na Polskę.
- II Koncert Niepodległości na pl. Marszałka Józefa Piłsudskiego, 17 września 2019. Warszawa. Koncert w 80. rocznicę agresji Sowieckiej Rosji na Polskę.
- III Koncert Niepodległości na pl. Marszałka Józefa Piłsudskiego, 17 września 2020. Warszawa. Edycja "Niepokorne" dedykowana kobietom zasłużonym dla Rzeczypospolitej[45].
- IV Koncert Niepodległości na pl. Marszałka Józefa Piłsudskiego, 17 września 2021[46]. Warszawa. Edycja on-line. Temat i inspiracja koncertu: walki podjazdowe, szarpane i partyzanckie w wielowiekowej historii Polski

### Koncert Niepodległości w Gołdapi (od 2021)
Stan na 18 stycznia 2023.
- I Koncert Niepodległości w Gołdapi, edycja "Leśni", 1 sierpnia 2021, Gołdap. Historia Polski widziana przez pryzmat wojen podjazdowych, zmagań konfederackich i walk partyzanckich. Koncert dedykowany był także pamięci mieszkańców wsi Rudzie koło Gołdapi, którzy 6 kwietnia 1952 roku, służąc w szeregach AK-WIN, oddali życie w walce z oddziałem Korpusu Bezpieczeństwa Wewnętrznego.
- II Koncert Niepodległości w Gołdapi, edycja "Za Naszą i Waszą Wolność. Anno Domini 2022", 1 sierpnia 2022, Gołdap. Ukazuje historię kraju widzianą przez pryzmat sytuacji na Ukrainie[12].
- III Koncert Niepodległości w Gołdapi, edycja "Niepokorne", 1 sierpnia 2024, Gołdap.  Edycja dedykowana kobietom zasłużonym dla Rzeczypospolitej. Jw.

## Polish Independence Concert (edycja międzynarodowa Koncertu Niepodległości)
Koncerty zaprezentowane zostały w Kanadzie i Australii, na Litwie a także Łotwie, gdzie zespół wystąpił m.in. w Bazie Wielonarodowej Batalionowej Grupy Bojowej NATO w Ādaži (Łotwa).
Stan na 18 stycznia 2023.
- Koncert Niepodległości „Poland” / The Polish Independence Concert „Poland” w Kanadzie – 16 września 2016, Rose Theatre(inne języki) w Brampton (Greater Toronto Area, Kanada). Dedykowany Polonii na całym świecie[49].
- Koncert Niepodległości „Za Naszą i Waszą Wolność" | "Už Jūsų ir Mūsų Laisvę”, 16 listopada 2018, Wilno, Litwa. Tematem służba Polaków pod obcymi sztandarami i ich walka o niepodległość Polski, jak również o wolność innych narodów.
- Koncert Niepodległości „Za Naszą i Waszą Wolność” | "Par mūsu un jūsu brīvību", 20 listopada 2018, Dyneburg, Łotwa. Jw.
- Koncert Niepodległości „Poland” / Polish Independence Concert w Australii – 28 grudnia 2018, Redland Performing Arts Centre. Redland(inne języki), aglomeracja Brisbane, Australia. Jw.
- Koncert Niepodległości „Poland” w Bazie NATO / Polish Independence Concert in NATO military base w Ādaži – 20 września 2019, Ādaži, Łotwa[50][51]. Jw.
- Koncert Niepodległości „Za Naszą i Waszą Wolność” | "Par mūsu un jūsu brīvību", 21 września 2019, Ryga, Łotwa. Jw.
- Koncert Niepodległości „Za Naszą i Waszą Wolność” | "Par mūsu un jūsu brīvību", 23 września 2019, Lipawa, Łotwa. Jw.
- Koncert Niepodległości „Res Publica Serenissima", 21 września 2024, Soleczniki, Litwa. Jw.
- Koncert Niepodległości „Res Publica Serenissima", 22 września 2024, Kościół Wniebowzięcia NMP przy klasztorze Franciszkanów[52], Wilno, Litwa. Jw.

## Dyskografia
Stan na 18 stycznia 2023.
- „Koncert Niepodległości | Polish Independence Concert”. Nośnik: CD. Wydawca: Fundacja Dziedzictwa Rzeczypospolitej 2016[54].
- „Niepokorne” Koncert Niepodległości. Nośnik: CD. Wydawca: Fundacja Dziedzictwa Rzeczypospolitej 2020[55].